# Tamilok

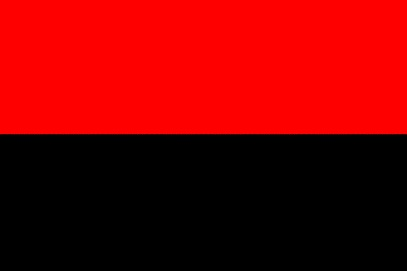
A tamil zászló

A tamilok a legnépesebb dravida népcsoport az indiai szubkontinensen, írott történelmük több mint két évezredre vezethető vissza. Saiva hinduk. A legrégebbi tamil közösség India déli részén, India Tamilnádu államában, és Srí Lanka északkeleti részén él. Kisebb emigráns közösség él Srí Lanka középső részén is. A tamilok egységesítésére fegyveres csoportok jöttek létre a „Tamil tigrisek” vezetésével.

## Tamilok a világban
Indián és Sri Lankán kívül számos emigráns tamil közösség található szétszórva a világon, Malajziában, Dél-Afrikában, Szingapúrban, Mauritiuson. Újabb emigráns közösség található Új-Zélandon, Ausztráliában, Kanadában, az Egyesült Államokban és Európában. Becslések szerint összesen 77.000.000 tamil él szétszórva a világban.

## Művészet
A tamil művészet és az építészet révén India nagyban hozzájárult a világ művészetéhez. A zene, az építészet és a templomi építészet stilizált szobrai a tamil nép továbbra is élő, kedvelt művészeti formái, melyet ma is alkalmaznak. A klasszikus tamil nyelv az egyik legrégebbi indiai nyelv. Dravida nyelvűek a legrégebbi, 2000 éves fennmaradt irodalmi emlékek is.

## Történelem
Ellentétben sok etnikai csoporttal, a tamilok önálló, változó kormányzati formával rendelkeztek az idők folyamán. Tamilakamban – ahogy a tamilok országukat nevezik –, stabil politikai egység csak egy rövid időszakban, a 9. és a 12. század között létezett, a Csola-dinasztia uralkodása alatt. A tamil identitás elsősorban a nyelv használatában nyilvánul meg, bár az utóbbi időben ennek meghatározását már ki kell bővíteni, mivel a tamil származású kivándorlók között olyanok is vannak, akik a tamil kulturális hagyományokat megőrzik, még akkor is, ha többé már nem beszélik rendszeresen a nyelvet. A tamilok etnikailag, nyelvileg és kulturálisan is kapcsolódnak az egyéb, indiai szubkontinensen élő dravida népekhez.